# Уркарах
Уркарах — село, районний центр Дахадаєвського району Дагестану, за 151 км на південь від міста Махачкала.

## Географія
Розташоване поблизу річки Артузень, за 56 км на захід від же.-д. ст. Мамедкала, на висоті 1548 м.
  

## Населення
Населення 5118 мешканців (2002). Переважна більшість з яких даргинці (99,7%).

## Господарство
Винзавод — радгосп «Уркарахський»

## Пам'ятки
- Мечеть (XI ст.).
- В околицях Уркараха — печера Харбук; кладовищі (сундукоподібні надгробки (ХІ — ХІІ ст.).